# آکادمی زبان سوئدی
آکادمی زبان سوئدی یا فرهنگستان زبان سوئدی (به سوئدی: Svenska Akademien) یکی از آکادمی‌های سلطنتی سوئد است که در سال ۱۷۸۶ توسط گوستاو سوم تأسیس شده‌است. این آکادمی ۱۸ عضو دارد که به طور مادام‌العمر انتخاب می‌شوند. خارج از کشور سوئد، شهرت این آکادمی شهرت این آکادمی به دلیل مسئولیتش در انتخاب برندهٔ جایزهٔ نوبل در رشتهٔ ادبیات است.
تعیین برندهٔ جایزهٔ ادبیات نوبل، تنها وظیفهٔ آکادمی سوئد نیست، بلکه یکی از وظایف مهم آن، پاسداشت زبان سوئدی نیز هست. آکادمی سوئد وظیفهٔ مراقبت از زبان سوئدی را از طریق تنظیم و انتشار منظم فرهنگ لغت این زبان انجام می‌دهد.

## عدم اهدای نوبل ادبیات در سال ۲۰۱۸
آکادمی زبان سوئدی، که برگزارکنندهٔ جایزهٔ نوبل ادبیات نیز هست، در سال ۲۰۱۸ اعلام کرد که پس از ۷۵ سال اعطای این جایزه، برای نخستین بار، نوبل ادبیات را در این سال اهدا نمی‌کند.
کارل-هنریک هلدین، رئیس هیئت مدیرهٔ بنیاد نوبل، اظهار داشت: «این بحران در آکادمی زبان سوئدی تأثیرهایی منفی بر روی جایزهٔ نوبل داشته‌است. تصمیم آن‌ها تأکید بیشتری بر جدیت موقعیت می‌گذارد و باعث می‌شود از اعتبار جایزهٔ نوبل در طولانی‌مدت حفاظت شود. هیچ‌یک از این مسائل بر اهدای جوایز دیگرِ نوبل در سال ۲۰۱۸ تأثیر نخواهد گذاشت.»
به گزارش خبرگزاری مهر به نقل از گاردین، آکادمی زبان سوئدی که به‌خاطر ارتباطش با مردی که متهم به حملهٔ جنسی به زنان شده، گرفتارِ یک رسوایی بزرگ طی چند ماه اخیر شده، اعلام کرد سال ۲۰۱۸ جایزهٔ نوبل ادبیات اهدا نخواهد شد تا آکادمی بتواند با نتایج بی‌سابقهٔ این مسئله کنار بیاید.
در رسوایی یادشده، موضوع بر سرِ مردی به نام ژان-کلود آرنو است که به‌عنوان شخصیتی فرهنگی در سوئد شناخته می‌شود. او در رابطهٔ نزدیک با آکادمی سوئد قرار دارد. روزنامهٔ دگنس نوهتر چند ماه پیشتر گزارش داده بود که آرنو طی سال‌های اخیر، ۱۸ زن را که عضو آکادمی یا همسر و دختر اعضای آکادمی بوده‌اند، مورد آزار یا سوءاستفادهٔ جنسی قرار داده‌است.